# انیزومایسن
انیزومیسین (به انگلیسی: Anisomycin) با فرمول شیمیایی C۱۴H۱۹NO۴ یک ترکیب شیمیایی با شناسه پاب‌کم ۳۱۵۴۹ است. که جرم مولی آن ۲۶۵٫۳۱ g/mol می‌باشد.